# Cornellà de Llobregat
Cornellà de Llobregat [kʊɾnəˈʎɑ ðə ʎʊβɾəˈɣɑt] ist eine Stadt im Großraum von Barcelona in der spanischen autonomen Gemeinschaft Katalonien und gehört zur Metropolregion Àrea Metropolitana de Barcelona.
Verwaltungstechnisch gehört die Gemeinde zur Provinz Barcelona und innerhalb dieser zur Comarca Baix Llobregat. Die Stadt liegt im Südwesten des Ballungsgebietes und grenzt an die Gemeinden L’Hospitalet de Llobregat, Sant Boi de Llobregat, El Prat de Llobregat, Sant Joan Despí und Esplugues de Llobregat. Die Stadt liegt am Nordufer des Flusses Llobregat. Cornellà de Llobregat hat 89.039 Einwohner (Stand: 1. Januar 2022). Die Gemeindefläche beträgt 6,9 km².
Cornellà de Llobregat ist eine typische Vorortgemeinde, die im 20. Jahrhundert ein starkes Bevölkerungswachstum verzeichnete. In Cornellà befindet sich das Industriegebiet Polígon Industrial Almeda. Die Stadt ist über das öffentliche Nahverkehrsnetz (Metro, Bus, Straßenbahn und Regionalzug) gut an Barcelona angebunden.

## Sport
Cornellà de Llobregat war einer der Austragungsorte bei der Frauen-Rugby-Union-Weltmeisterschaft 2002.

## Söhne und Töchter der Stadt
- Joan Carrera Planas (1930–2008), römisch-katholischer Weihbischof in Barcelona
- Reyes Estévez (* 1976), Mittelstreckenläufer
- Abraham González Casanova (* 1985), Fußballspieler
- Rubén Miño (* 1989), Fußballtorwart
- Niko Takahashi (* 2005), japanisch-spanischer Fußballspieler

## Weblinks

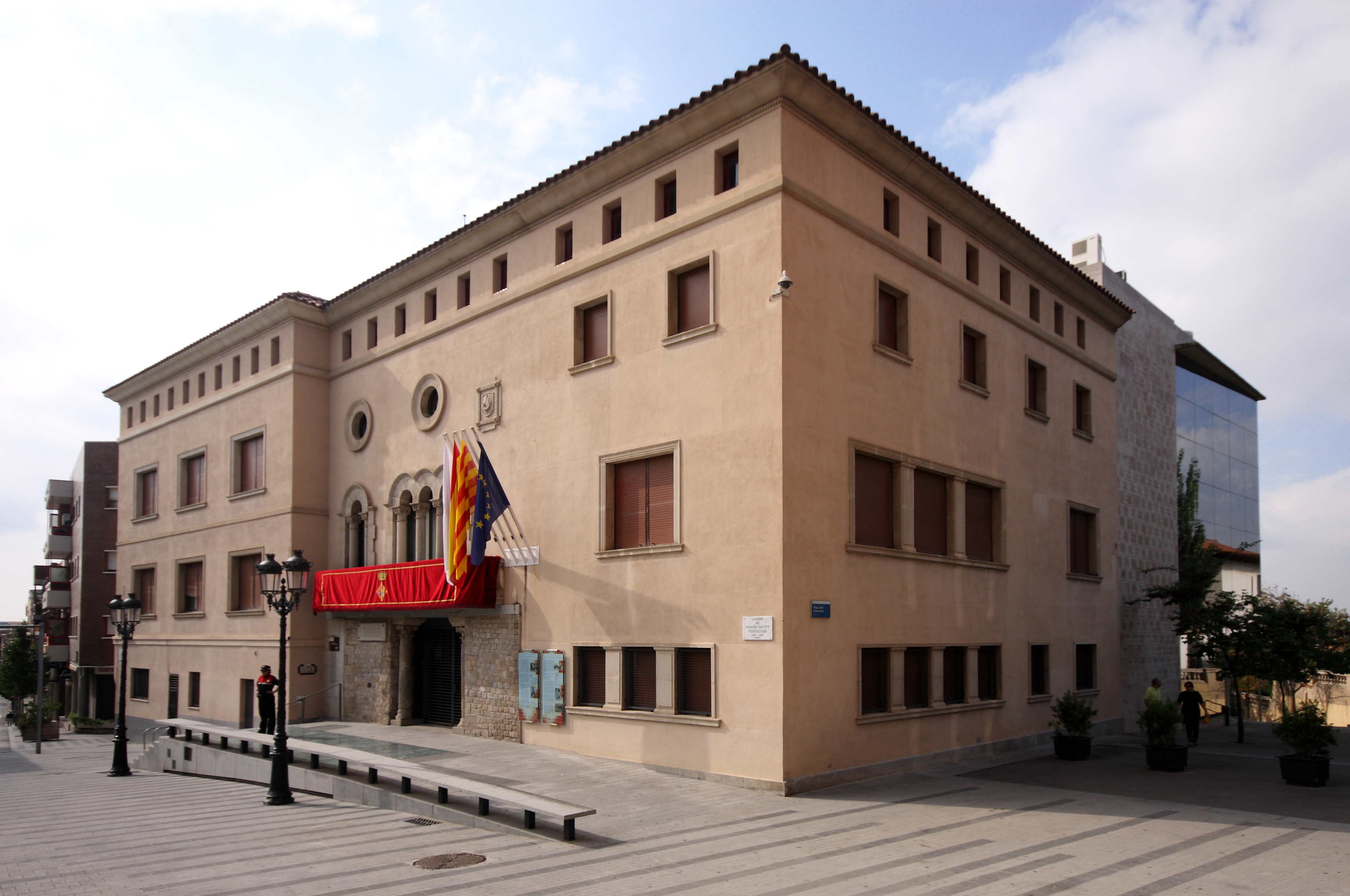
Das Rathaus von Cornellà de Llobregat
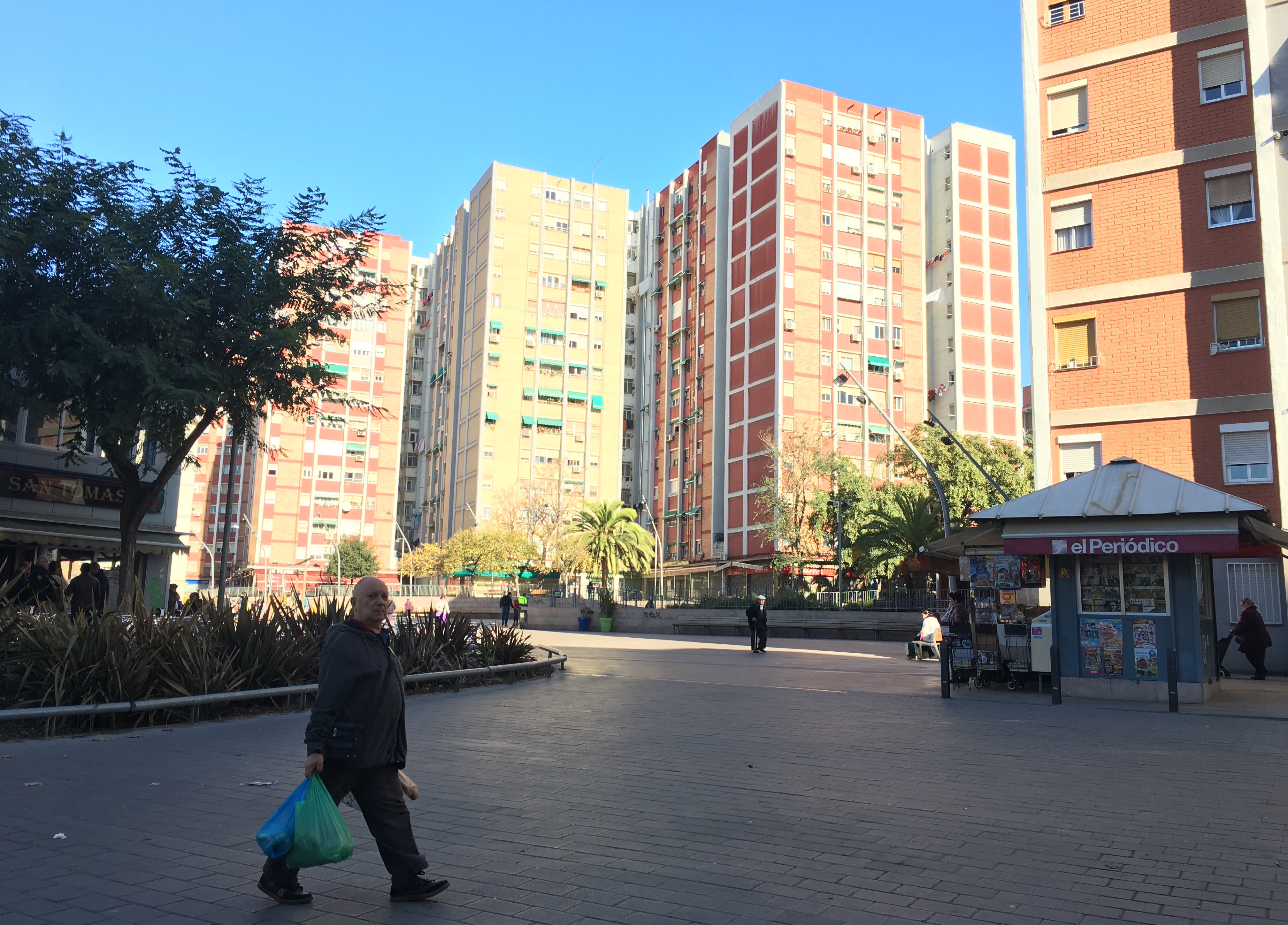
Hochhäuser im Stadtteil Sant Ildefons